# Homoeoxipha nigriceps
Homoeoxipha nigriceps är en insektsart som beskrevs av Lucien Chopard 1961. Homoeoxipha nigriceps ingår i släktet Homoeoxipha och familjen syrsor. Inga underarter finns listade i Catalogue of Life.